# Кодыма (город)
Ко́дыма (укр. Кодима) — город в Подольском районе Одесской области Украины, административный центр Кодымской городской общины. До 2020 года был административным центром упразднённого Кодымского района.

## География
Кодыма расположена на севере Одесской области в долине одноимённой реки, являющейся притоком Южного Буга. Территория населённого пункта составляет 915 га. Город находится на железнодорожной магистрали Киев — Одесса и имеет железнодорожную станцию. Расстояние до Одессы по железной дороге составляет 242 километра. Автостанция города обеспечивает автобусные связи с Балтой, Винницей, Одессой, Подольском, Чечельником, Ольгополем. Действует городской автотранспорт (автобусы и такси).

## Население
В Кодыме на начало 2019 года проживает 8 729 человек.
По данным переписи 2001 года украинцы составляли 92,84 % населения города, русские — 5,13 %.

### Языковой состав
Родной язык населения по данным переписи 2001 года:
| Язык       | Численность, чел. | Доля     |
| ---------- | ----------------- | -------- |
| Украинский | 8 824             | 92,95 %  |
| Русский    | 600               | 6,32 %   |
| Другое     | 69                | 0,73 %   |
| Итого      | 9 493             | 100,00 % |

В настоящее время официальным и основным языком города является украинский.

## Происхождение названия города
Свое название город Кодыма получил от одноименной реки. Наименование реки, возможно, происходит от удм. куд «болото», «речка, протекающая по болотистой местности». Название могло быть принесено кочевыми племенами, в состав которых входили финно-угры. По другой версии, название было принесено кочевниками с Алтая, и происходит от монг. хатын «женщина, царица».
Именно слово «кодыма» было известно ещё половцам (кипчакам) и значило «восток», а так как оно касалось названия реки, которая имела «свою» дорогу, то это звучало как «река, что течет к востоку».

## История

### До XVII века
Есть свыше 80 памятников археологии района, 10 «Кодымски», благодаря исследованию которых стало известно, что местность в границах насёленного пункта заселялась в далёкие времена. Есть три древних поселения и семь стоянок, датируемых 33-10 тысяч лет до н. э. Также были поселения поздней бронзы Черняховской культуры.
Видимо, что в более поздние времена, в частности в VIII—XII веках, когда данные территории принадлежали Киевской Руси, и в последующие, когда здесь владычествовали Литва, Польша и Турция, тоже жили пращуры кодымчан.
Воинственные кочевые племена, подданные Турции, неоднократно проводили в этом крае грабительские нападения, и поселение, которое было пограничным между двумя империями, Польшей и Османской империей, испытывало разрушения.

### XVII—XIX века
В конце XVII века Кодыма была известна как хутор, хозяевами которого были поляки.
В 1754 году князь Иосиф Любомирский дал распоряжение чтобы хутор, который относился к церковному приходу села Писаревки, перенесли в другое место, а на его месте было построено поселение. С этого года и ведёт своё летоисчисление Кодыма.
Хозяевами в этом крае были большие землевладельцы Конецпольские и Варвара Замойская, и при них была «старая Кодыма».
Первая деревянная церковь в Кодыме была построена в 1780 году и была разрушена после разных перестроек в 30-е годы XX века большевиками. В 1850 году в Кодыме был построен костёл, в котором после Великой Отечественной войны стала действовать православная церковь.
С давнего времени Кодыма славилась садами и пасеками. Именно её звали «медовым хутором».
С 60-х годов XIX столетия при Крестовоздвиженском храме была школа грамоты, которая в 1888 году стала церковно-приходской школой.
Когда хозяином этого края стала Россия, местность в районе Кодымы интенсивно стала заселяться переселенцами из центральных и даже северных областей Украины. Много переселенцев из Черниговщины в селе Будеи.
Кодыма, которая с начала своей истории была «на чумацкой дороге», а позже на торговом пути из Подолья в Крым и Молдавию в конце XVII века имела свыше 600 жителей, среди которых были ремесленники, торговцы, купцы и дворяне. Меньше, чем через столетие, в Кодыме проживало свыше 2000 жителей. «Все они по народности украинцы, которые занимались преимущественно земледелием, а вторым по значению у них занятием была торговля.» Это не было странным, потому что в этот период почти половину населения составляли евреи. Кодыма, как другие местечки Подолья, была известным местом поселения евреев.
Ещё больше выросла роль Кодымы, когда в 1870 году она стала железнодорожной станцией и могла транспортировать в больших количествах хлеб и скот из окружающих сел Молдавии и Винничины.
В 1893 году Кодыма стала местечком Балтского уезда Подольской губернии, и количество жителей выросло до 2500.

### XX век

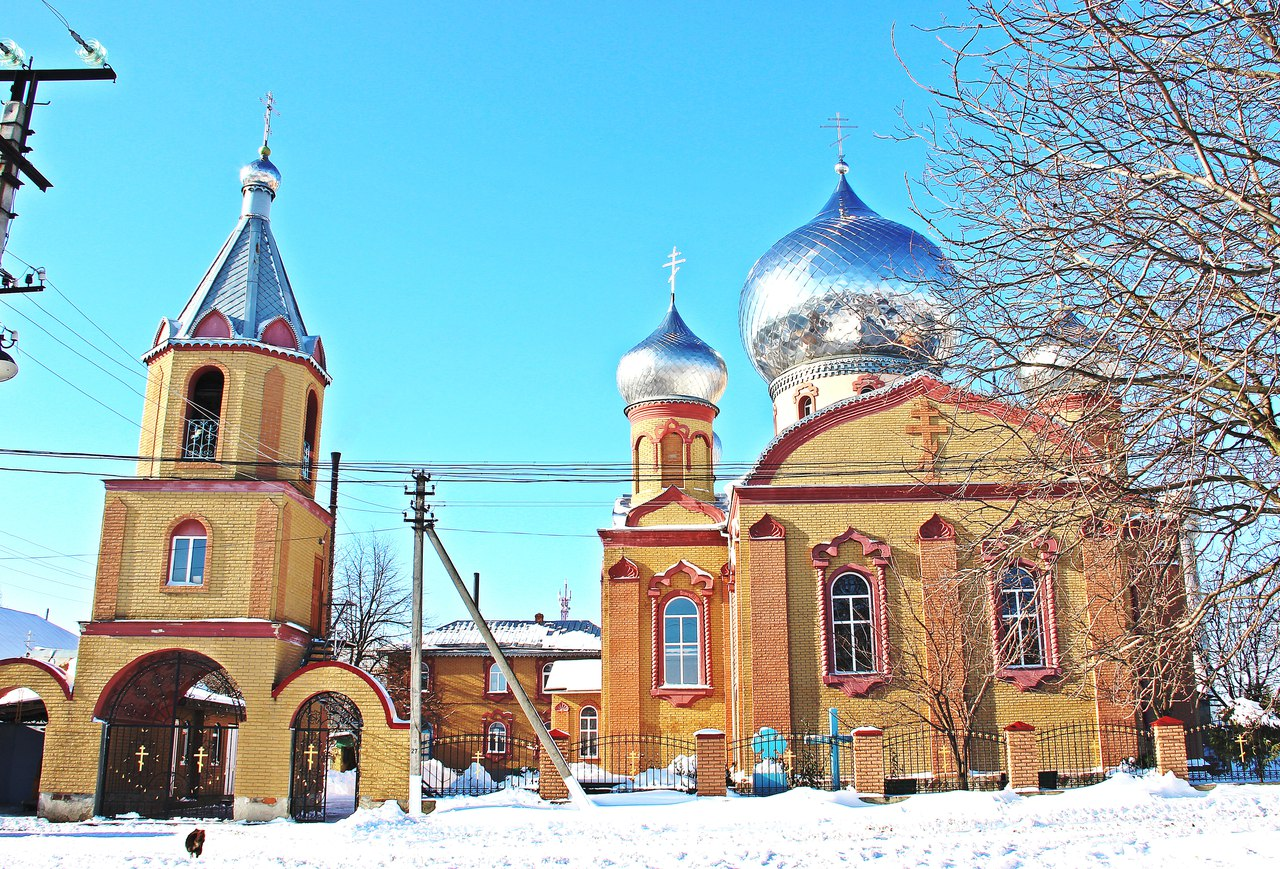
Свято-Кресто-Воздвиженский храм

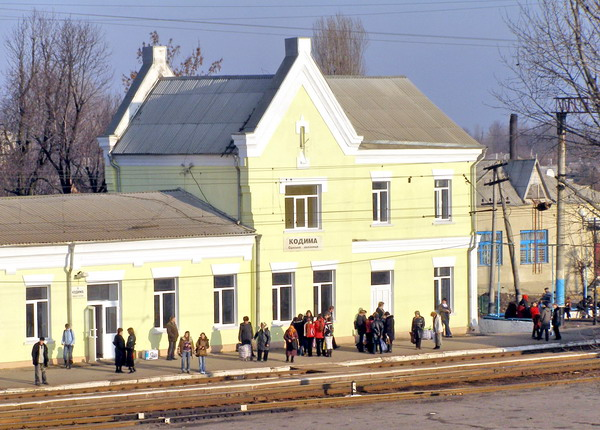
Вокзал

В период гражданской войны в результате своего географического положения Кодыма постоянно находилась под властью почти всех тех основных политических сил, которые действовали на Украине, а в феврале 1918 года в городе была провозглашена Советская власть, которая через два года окончательно закрепилась на 70 последующих лет.
В период НЭПа Кодыма стала экономически крепнуть. Работало много мелких полукустарных предприятий, действовало немало промартелей. Особенный взнос в её оживленную экономическую жизнь вносила еврейская община, старожилы которой свидетельствуют, что кодымское «местечко» (район Кодымы) в те времена даже называлось «малая Одесса».
В конце 20-х — начале 30-х годов Кодыма прошла период становления и победы коллективного строя, которое болезненно отразилось на судьбе многих кодымчан, которые были депортированы в Сибирь и в районы дальнего Севера.
В 1930 году Кодыма, которая предыдущее пятилетие находилась в Крутянском уезде, который был подчинён Молдавской автономии, сама стала районным центром. Из автономии она вышла в августе 1940 года и уже была райцентром в составе Одесской области. За два года до этого, в 1938 году, она была отнесена к разряду посёлков городского типа.
Новый статус Кодымы определил улучшение её экономического положения. Определённых успехов в довоенное время достиг местный колхоз «Коммунар», который стал крупным многоотраслевым хозяйством, как засвидетельствовали ряд довоенных районных сельскохозяйственных выставок. Имели место и успехи посёлка в промышленном и культурном развитии: были построенные кирпично-черепичный, известняковый заводы, фабрика по производству повидла (в настоящее время консервный завод). Перед войной работала районная стационарная больница, действовали районный Дом культуры им. Т. Г. Шевченко и Дом коллективиста.
Ровно через месяц после начала войны Кодыма была оккупирована фашистами, которые хозяйничали в ней до 22 марта 1944 года.
Приказом губернаторства «Транснистрия» от 6 сентября 1941 года было объявлено, что «к проведению аграрной реформы колхозы и совхозы останутся в прежнем функционировании», и Кодыма в решении сельскохозяйственных проблем действовала, как и при предыдущей власти.
В период оккупации Кодыма пережила два массовых расстрела евреев (30 августа 1941 года и 12 января 1942 года) и массовые погромы в еврейских кварталах. Массового партизанско-подпольного движения город не знал и отношение к нему город стал иметь лишь в начале 1944 года, когда в район города и «лесных сёл» (Будеи, Пирижна) штабом партизанского движения десантировалось несколько военизированных групп, которые в сущности не были партизанскими, а подразделениями Красной Армии и войск НКВД.
22 марта 1944 года после ожесточенных боёв войска 2-го Украинского фронта под командованием командующего генерала армии Конева Ивана Степановича освободили город от оккупантов. В период боёв за Днестр и его форсирование КП фронта размещался в населённом пункте Кодыма, а затем когда форсировали Прут, для руководства операциями штаб фронта переместился в Молдавию.
С фронтов Великой Отечественной войны из 2295 кодымчан, участников боевых действий, не вернулось 317.
Послевоенные десятилетия — это становление и рост промышленности города, в первую очередь, увеличение мощностей консервного завода, продукция которого стала известной в целом ряду районов Советского Союза, особенно в Сибири, на Крайнем Севере. Весомый вклад в развитие сельскохозяйственного производства долгие годы вносил местный колхоз «Коммунар».
В 1979 году Кодыма из посёлка городского типа стала городом.

### XXI век
27 сентября 2004 года Кодыма отметила свой 250-летний юбилей.